# Castellania
|  | Aquest article tracta sobre el municipi d'Itàlia. Si cerqueu el conjunt de béns que depenen d'un castell, vegeu «castlania». |

Castellania és una comune (municipi) a la Província d'Alessandria a la regió del Piemont, a uns cent km al sud-oest de Torí i a uns trenta km al sud-est d'Alessandria (municipi del Piemont). Al desembre de 2004 tenia 99 habitants i una àrea de 7,7 km².
Castellania limita amb els municipis d'Avolasca, Carezzano, Costa Vescovato, Garbagna, Sant'Agata Fossili, i Sardigliano. El municipi de Castellania conté les frazioni (subdivisions, principalment llogarets i caserius) de Mossabella i Sant'Alosio. Castellania és coneguda per ser el lloc de naixement dels ciclistes Fausto Coppi (1919–1960) i del seu germà Serse Coppi (1923–1951).

## Galeria fotogràfica

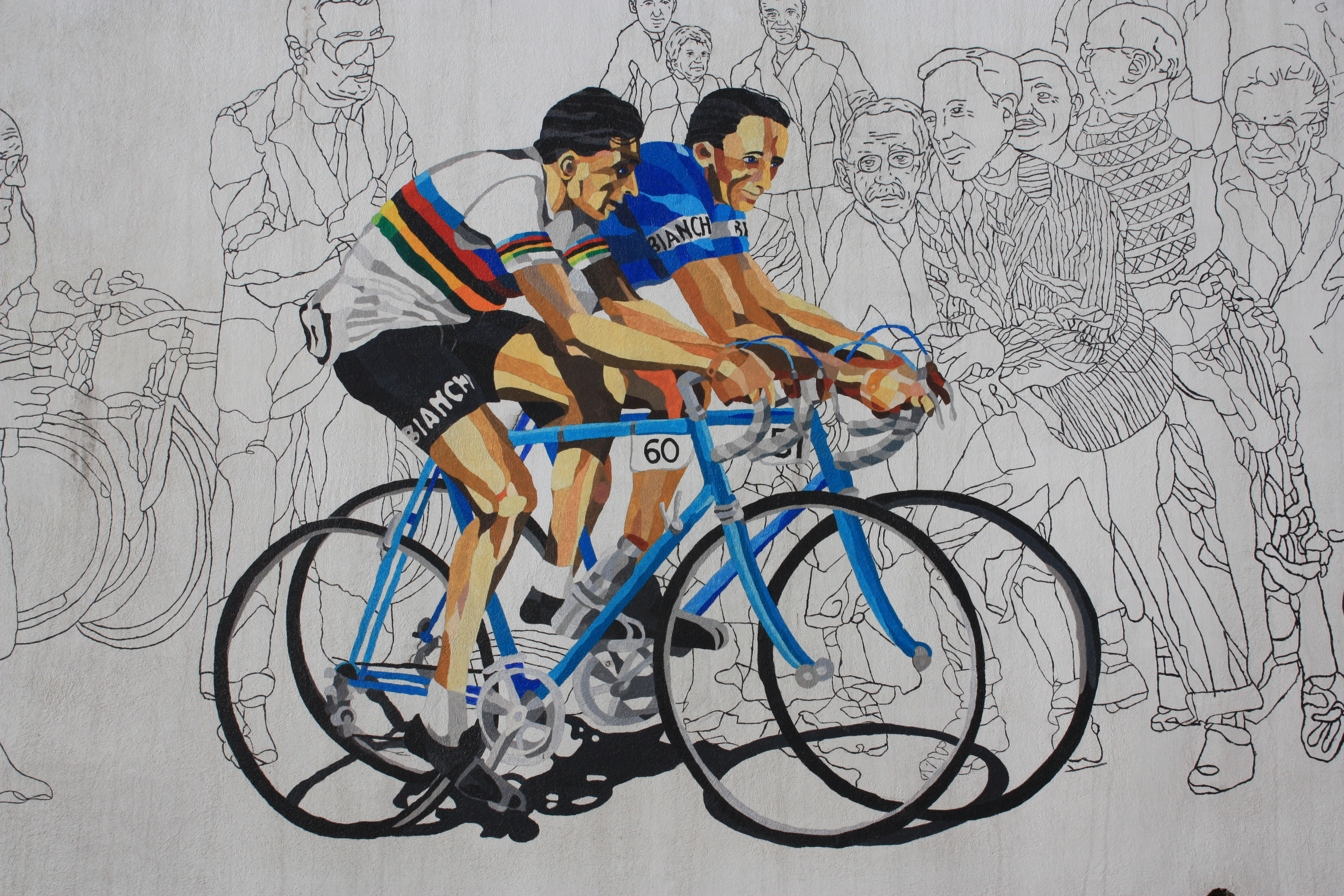
Murals dedicats a Fausto i Serse Coppi
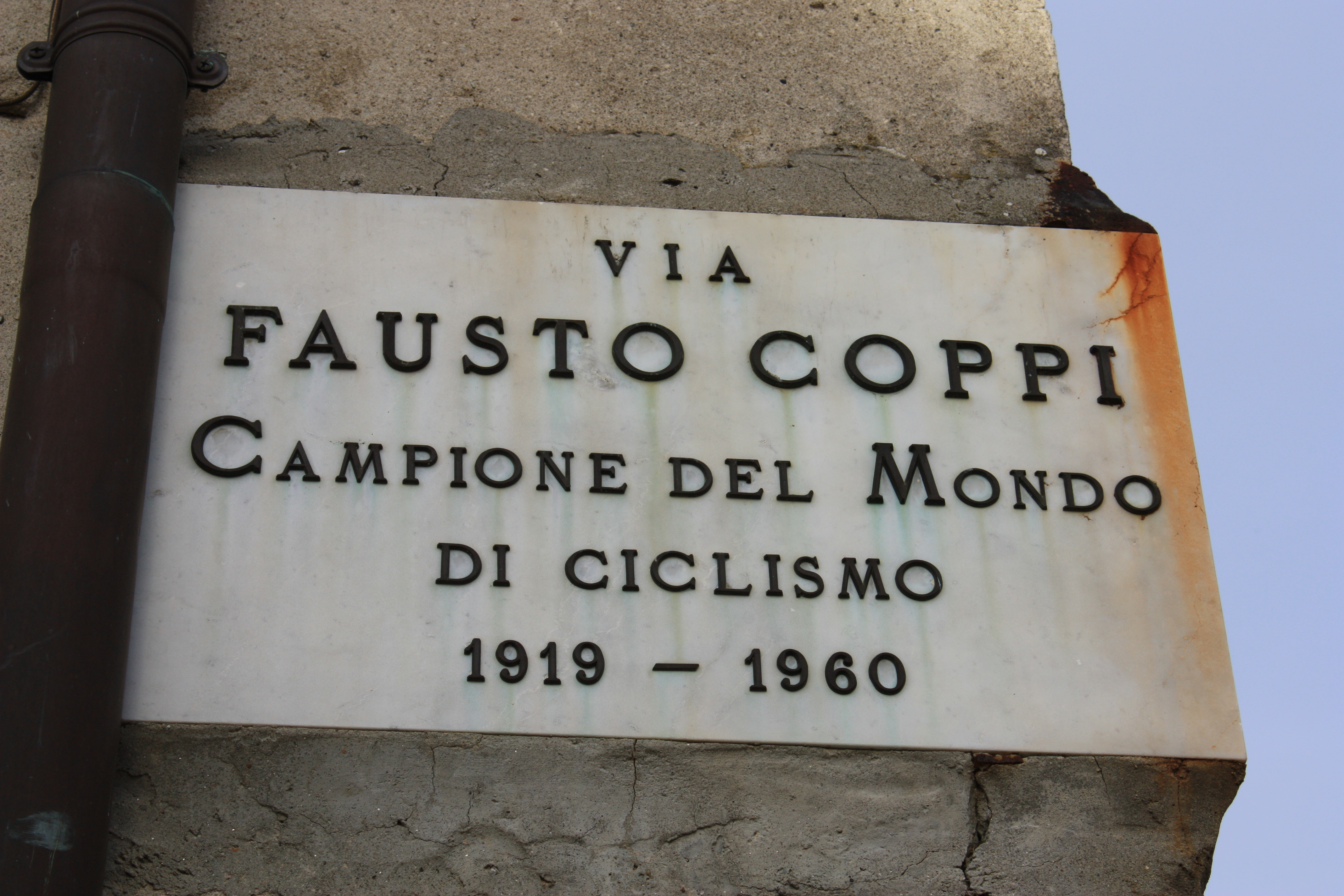
Via Fausto Coppi